# طفل فيلا (رواية)
رواية درامية من جنوب أفريقيا ، كتبها دالين ماتي ونشرتها عام 1985. كتبت في الأصل باللغة ألأفريقية وكان اسمها Fiela se Kind ، وتُرجمت لاحقًا إلى الإنجليزية والفرنسية والألمانية والإسبانية والإيطالية والعبرية والإيسلندية والسنهالية.

## الحبكة
تدور أحداث القصة في غابات كنيسنا بجنوب إفريقيا في القرن التاسع عشر ، وتحكي قصة امرأة ذات رأس ملوّن تدعى فييلا كوموتي وعائلتها التي تتبنى طفلًا أفريقيا مهجورًا بنيامين كوموتي في سن الثالثة وقد تم العثور عليه خارج بابها. وبعد تسع سنوات ، جاء القائمون على التعداد لإحصاء الأشخاص الذين يعيشون في لونغ كلوف. لقد صُدموا بأن طفلًا أبيض يعيش مع عائلة ملونة وتوصلوا بطريقة ما إلى استنتاج يخبر أن الطفل الأبيض يجب أن يكون الطفل الذي فقده فان روينز الذي يعيش في الغابة. تشعر فيلا بالذهول لأن طفلها يُقتاد منها وتذهب للتحدث مع القاضي ، الأمر الذي يفشل لأن القاضي من المتعصبين للبيض. يحذر القاضي فيلا من أنه إذا تدخلت مرة أخرى فسيتم التعامل معها. يتم أخذ الطفل منها وإجباره على العيش مع فان روينز الذين يصنعون عوارض من الخشب. ظروفه المعيشية مع البيض أسوأ بكثير من عائلته الملونة. الياس فان روين يسيء باستمرار إلى الأسرة والجميع بائس تمامًا. يُجبر الطفل ، بنيامين كوموتي ، على حمل اسم لوكاس فان روين ويقع في حب أخته نينا فان روين. وتتكشف ذروة القصة بعد بضع سنوات عندما يجبر الصبي ذنب «والدته» على الاعتراف بأنه ليس ابنها في الواقع ، وعاد إلى فيلا وعائلتها ، الذين اختارهم ليكونوا ملكه.

## الموضوعات
ماتي يعالج الاهتمامات البيئية ، وموضوعات العنصرية والتمييز على أساس الجنس وأيضا التمييز الطبقي. يتم اصطياد الفيلة بشكل مفرط ويتم قتلها بكثرة . العلاقات بين البيض والملونين متوترة. على الرغم من أن هذا يحدث قبل الفصل العنصري في وقت كان فيه من الناحية الفنية هناك مساواة أمام القانون ، كان النظام القانوني متحيزًا لصالح البيض. تعاني الصناعة البحرية من دخول السفن البخارية.
موضوعات جانبية

## موضوعات أخرى
في رواية دالين ماتي ، يوجد جانب من الحدية (أنثروبولوجيا) ، حيث يكون الشخص قادرًا على تحديد من وماذا يكون ، لديه الفرصة ليلعب دورًا رئيسيًا. وفي الرواية ، يقف بنيامين في المرحلة الحرجة وغير مدرك لهويته الحقيقية. وأيضًا ، تم وصف الإعداد على أنه في مرحلة شديدة ومن ثم يحدث على جانبي جبل.

## الأفلام
تم تحويل الكتاب إلى فيلم في عام 1988 وقام ببطولته شالين سورتي ريتشاردز في دور فيلا. وفي عام 2019 قام ببطولة الفيلم زنوبيا كلوبرز في دور فيلا.